# Výškovice (Ostrava)
Výškovice jsou historická obec ležící na území Ostravy. V současné době tvoří místní část městského obvodu Ostrava-Jih a skládají se ze dvou částí – z původních Starých Výškovic a ze sídliště Nové Výškovice, které bylo vybudováno v 70. letech 20. století. Výškovice sousedí s lesoparkem Bělský les.

## Název
Jméno vesnice bylo odvozeno od osobního jména Vyšek (domácké podoby některého jména začínajícího na Vyš-, např. Vyšehor, Vyšeslav). Původní tvar Vyškovici byl pojmenováním obyvatel vsi a znamenal "Vyškovi lidé". Roku 1924 byla stanovena úřední podoba Výškovice.

## Pečeť
Od 18. století měla obec v pečeti ohnutou ruku držící rovnoramenné pákové váhy.

## Historie

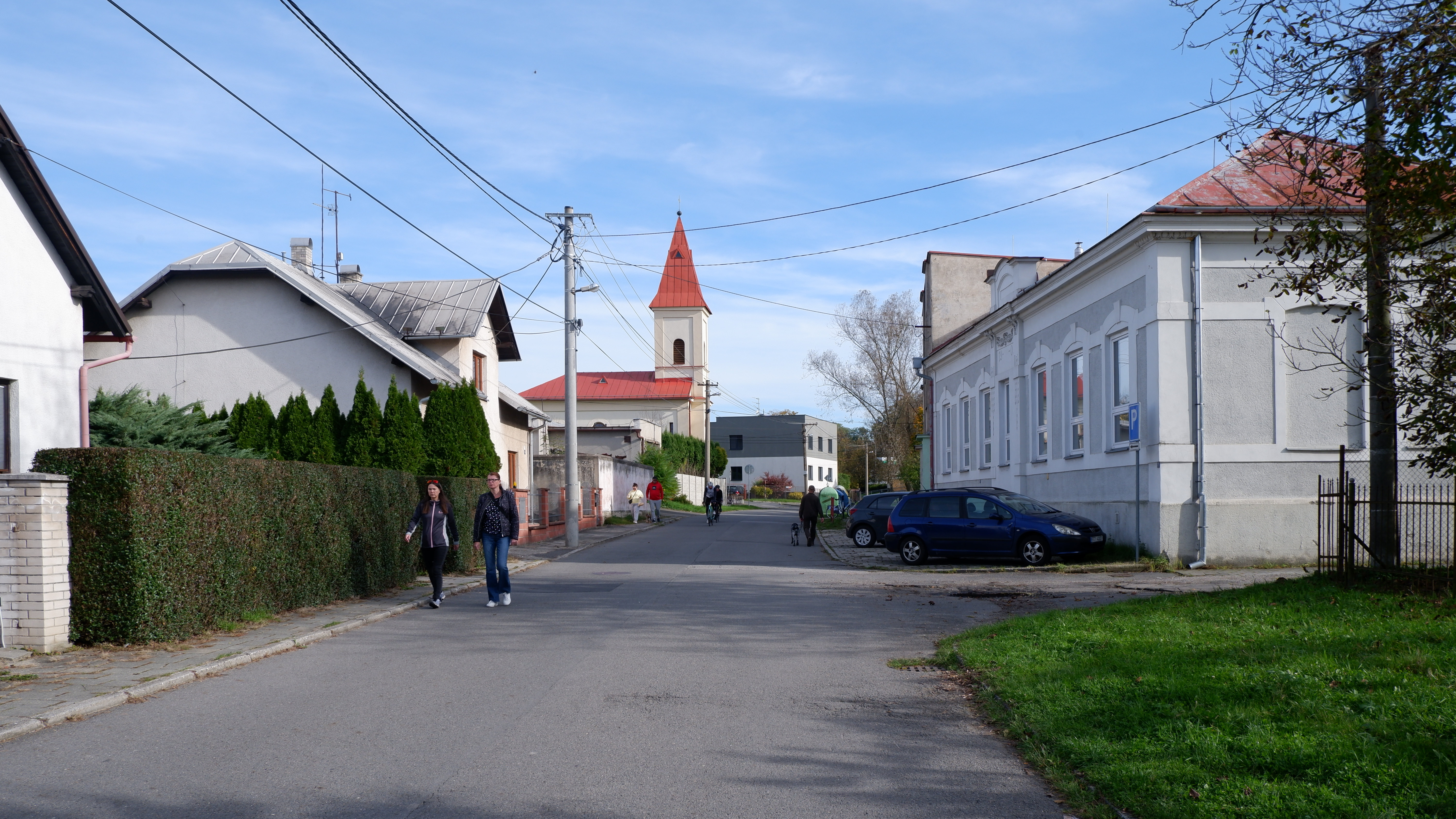
Staré Výškovice

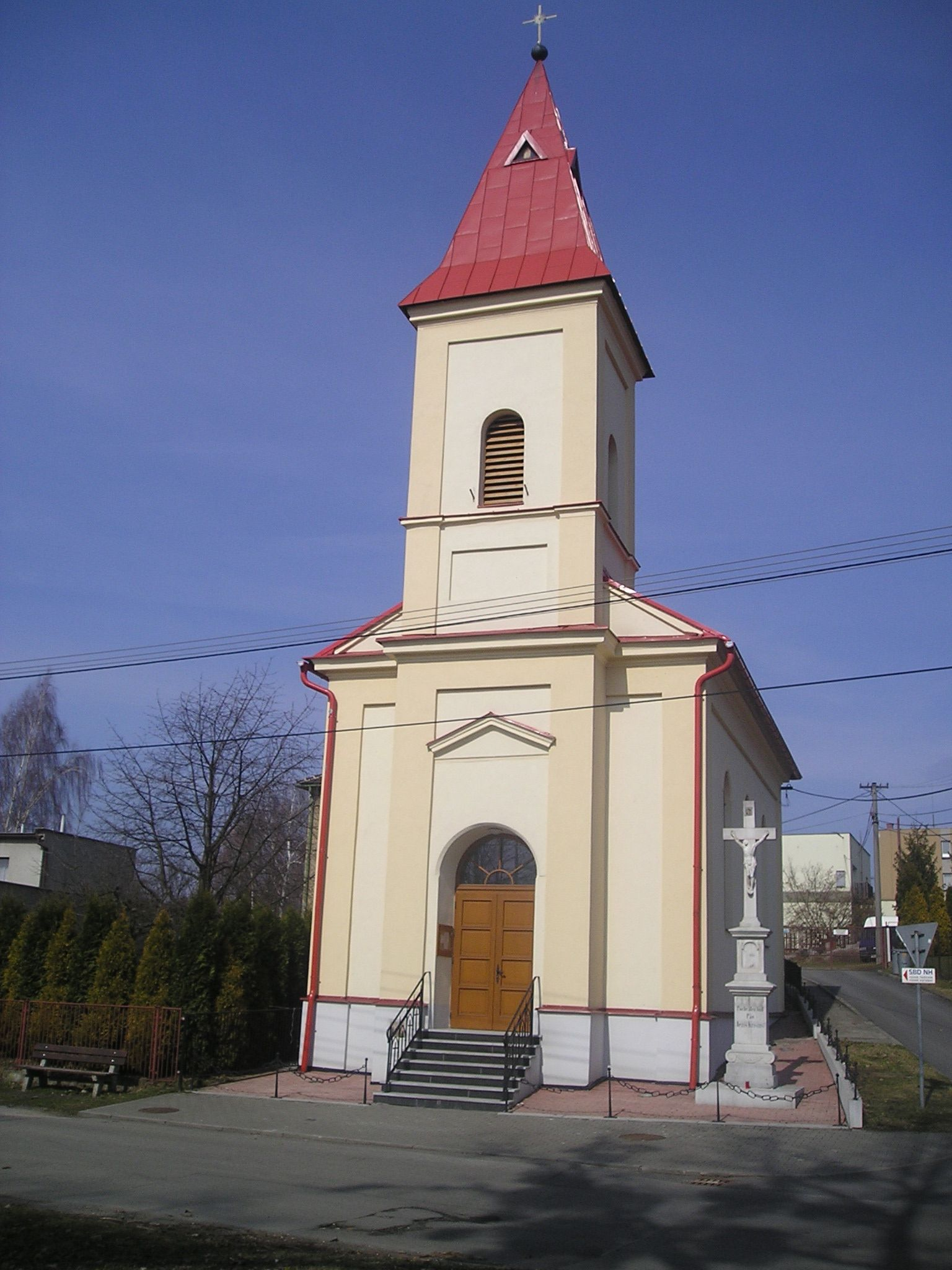
Kaple Nanebevzetí Panny Marie v Ostravě-Výškovicích

První písemná zmínka pochází z roku 1408 (Wiskowicze). V listině se praví, že Hanuš z Bělé přijal biskupské léno na Starou Bělou a Výškovice. Výškovice byly součástí starobělského léna až do roku 1558, kdy přešly pod Zábřeh. Od roku 1652 přešlo zábřežské léno, a s ním i Výškovice, do majetku olomoucké kapituly, která je připojila k Petřvaldu. Součástí petřvaldského panství byly Výškovice až do roku 1848.
Obyvatelé se živili převážně zemědělstvím, výjimkami byly někteří živnosti (např. kovář). Ačkoliv industrializace zasáhla celé území Ostravy, na převážně zemědělském charakteru obce se nijak zvlášť neprojevila. Výškovice tak spolu s Antošovicemi, Martinovem, Pustkovcem a Proskovicemi byly jediné obce, které prakticky neovlivnila imigrační vlna z přelomu 19. a 20. století.
Od svého založení spadala obec pod farnost ve Staré Bělé. Výjimkou bylo krátké období v letech 1624–1630, kdy duchovní správu vykonávala farnost ve Staré Vsi nad Ondřejnicí. Až do roku 1873 chodily výškovické děti do starobělské školy. Poté již získaly školy vlastní.
K Moravské Ostravě byly Výškovice připojeny 1. července 1941. Samostatnost získaly 16. května 1954. Opětovné připojení k Ostravě proběhlo 1. ledna 1966.